# بيل مورلي
بيل مورلي (بالإنجليزية: Bill Morley)‏ هو مربي ماشية أمريكي، ولد في 17 مارس 1876 في سيمارون في الولايات المتحدة، وتوفي في 27 مايو 1932.